# Грег Пучіато
Грег Пучіато (англ. Greg Puciato) — американський вокаліст, найбільш відомий по виступах в металкор-гурті The Dillinger Escape Plan.
2001 року Пучіато приєднався до рок-гурту The Dillinger Escape Plan, замінивши вокаліста Дімітрі Мінакакіса. Разом із гуртом, який припинив існування 2016 року, Пучіато записав п'ять студійних альбомів в жанрах експериментальний рок, прогресивний метал, хардкор та маткор: Miss Machine (2004), Ire Works (2007), Option Paralysis (2010), One of Us Is the Killer (2013) та Dissociation (2016).
Серед інших проєктів Пучіато — супергурт Killer Be Killed, який записав два студійних альбоми Killer Be Killed (2014) й Reluctant Hero (2020) та синтвейв-гурт Black Queen з альбомами Fever Daydream (2016) та Infinite Games (2018). 2021 року він взяв участь у запису альбому Джеррі Кантрелла Brighten та виступав разом з ним на концертах.
Дебютний сольний альбом Пучіато вийшов 2020 року та отримав назву Child Soldier: Creator of God. Друга сольна платівка Пучіато Mirrorcell вийшла 2022 року.
Музикант також відомий інтенсивністю своїх живих виступів, широким вокальним та стилістичним діапазоном, відвертими поглядами та суперечливими виступами та інтерв'ю його гуртів. Як зазначили Rolling Stone, «...мало хто з виконавців так живе, дихає і, часом буквально, проливає кров за своє мистецтво, як він».